# Mikael Alsberg
Jan Mikael Alsberg, född 22 augusti 1948, är en svensk skådespelare. Han har studerat vid Statens scenskola i Göteborg.
Alsberg är sedan 1974 gift med översättaren Rebecca Alsberg (född 1949).

## Filmografi
- 1976 – A.P. Rosell, bankdirektör (TV-serie)
- 1977 – Soldat med brutet gevär (TV-serie)
- 1983 – Profitörerna (TV-serie)
- 1984 – Lykkeland (TV-serie)
- 1985 – Korset (TV-serie)
- 1985 – Nya Dagbladet (TV-serie)
- 1986 – Sammansvärjningen (TV-serie)
- 1994 – Polis polis potatismos
- 1996 – Skilda världar (TV-serie)
- 1997 – Beck – Lockpojken
- 2006 – Beck – Advokaten
- 2007 – Nina Frisk
- 2008 – Kungamordet (TV-serie)
- 2008 – Bolt (svensk röst)
- 2013 – Solsidan (TV-serie)
- 2014 – Tjuvarnas jul – Trollkarlens dotter

## Teater

### Roller (ej komplett)
| År   | Roll         | Produktion                                                                    | Regi          | Teater                   |
| ---- | ------------ | ----------------------------------------------------------------------------- | ------------- | ------------------------ |
| 1985 |              | Maratondansen Ray Herman                                                      | Örjan Herlitz | Örebro länsteater        |
| 1987 | Phileas Fogg | Jorden runt på 80 dagar (Le Tour du monde en quatre-vingts jours) Jules Verne | Bengt Ahlfors | Helsingborgs stadsteater |